# Christopher Bainbridge
Christopher Bainbridge (Hilton, 1464 - Roma, 14 de julho de 1514) foi um cardeal do século XVII.

## Primeiros anos
Nasceu em Hilton em Ca.1464, Hilton, perto de Appleby, em Westmorland, Inglaterra. Sobrinho do Arcebispo eleito Thomas Langton de Canterbury. Seu sobrenome também está listado como Brambridge, Bambrigo e Bainbridge (2) .

## Educação
Universidade de Ferrara, Ferrara, 1487-1488; Universidade de Bolonha, Bolonha (doutorado em direito civil, 1492); Queen's College, Universidade de Oxford, Oxford (ele obteve o doutorado em direito em 1495).

## Juventude
Reitor do Queen's College. Prebendário de Salisbury; de Lincoln; e de São Paulo em 1497. Tesoureiro da diocese de Londres. Arquidiácono de Surrey, 1500-1502. Reitor do capítulo da catedral de York, 1503. Reitor do capítulo de Windsor, 1505. Mestre dos Rolls, 1504-1508.

## Episcopado
Eleito bispo de Durham em 27 de agosto de 1507. Consagrado em 12 de dezembro de 1507 (nenhuma informação adicional encontrada). Promovido à sé metropolitana de York e nomeado primaz da Inglaterra, 22 de setembro de 1508 (3) ; ocupou a sé até sua morte. Embaixador do rei Henrique VIII da Inglaterra em Roma em setembro de 1509; uma de suas atribuições era negociar a posição do rei na disputa entre a França e a Santa Sé (4); O rei Henrique juntou-se à Santa Liga como aliado do Papa Júlio II, que juntamente com Veneza e os suíços queriam expulsar os franceses da Itália; o rei inglês solicitou ao papa, por meio do arcebispo Bainbridge, o título de "Rei Mais Cristão", que havia sido dado aos reis da França, mas que o rei Luís XII havia agora perdido ao guerrear contra o papa; a paz assinada pelo novo Papa Leão X com a França em 1514 restaurou esse título ao rei Luís e frustrou a ambição do rei Henrique.

## Cardinalato
Criado cardeal sacerdote no consistório de 10 de março de 1511; recebeu o chapéu vermelho em 13 de março de 1511; e o título de Ss. Marcellino e Pietro, 17 de março de 1511. Optou pelo título de S. Prassede, 22 de dezembro de 1511. O papa nomeou-o legado às tropas papais e venezianas que sitiavam a guarnição francesa em Ferrara; o cardeal conduziu a operação com sucesso (5) . Ele voltou a Roma a tempo de participar da abertura do V Concílio de Latrão em maio de 1512. Legado a latere nos Estados Papais. Ele nunca mais voltou para York. Ele se opôs vigorosamente à França e à influência francesa em Roma. Participou do conclave de 1513 , que elegeu o Papa Leão X (6). Quando o Papa Leão X perdoou os cardeais que tinham participado no cismático Concílio de Pisa, opôs-se resolutamente, em parte porque tinha lucrado com o confisco dos seus benefícios. Diz-se que ele tinha um temperamento violento, o que mantinha sua família com medo dele. Ele ajudou a igreja de São Tomás de Cantuária em Roma, que pertencia ao antigo hospício para peregrinos ingleses e mais tarde se tornou o Venerável Colégio Inglês.
Morreu em Roma em 14 de julho de 1514, Roma, envenenado por um criado, Rainaldo da Modena (7) , que mais tarde cometeu suicídio enquanto estava na prisão. Sepultado na capela de São Tomás de Cantuária, Venerável Colégio Inglês, Roma